# Uwe Franke (Manager)
Uwe Franke (* 19. Januar 1949 in Hamburg) ist ein ehemaliger deutscher Manager.

## Leben
Nach dem Abitur 1968 nahm Franke im selben Jahr am Chemischen Staatsinstitut Hamburg (ab 1969 Universität Hamburg) ein Studium der Chemie auf, das er 1975 abschloss. 1978 wurde er in Hamburg zum Dr. rer. nat. promoviert.
Seine Berufslaufbahn begann Franke im selben Jahr bei BP in Hamburg. 1994 wurde er Vorstandsvorsitzender von BP Portugal. Seine Bestellung zum Mitglied des Vorstandes der deutschen BP erfolgte 1996. 1999 wurde er zum Vorstandsvorsitzenden der Deutsche BP AG ernannt. Nach der Fusion mit der Veba Oel AG, der Eignerin der Aral AG, übernahm Franke 2002 den Vorstandsvorsitz der Aral AG und gleichzeitig den stellvertretenden Vorstandsvorsitz der Deutsche BP AG. Ab dem 1. Juli 2004 war er wieder Vorstandsvorsitzender der Deutsche BP AG. Dieselbe Funktion nahm Franke ab dem 1. Mai 2010 in deren Nachfolgegesellschaft BP Europa SE umbenannte Unternehmen ein. Am 30. April 2012 trat er in den Ruhestand. Sein Nachfolger wurde Michael Schmidt.
Franke ist verheiratet und hat drei Kinder.